# Rexisme
Rexisme var en politisk bevægelse og ideologisk retning i Belgien, grundlagt i 1930 af Léon Degrelle.
I udgangspunktet var bevægelsen socialkristen, men blev overvejende fascistisk under 2. verdenskrig. Rexisterne arbejdede sammen med Nazi-Tyskland fra 1940 til 1944, mens Belgien var besat af tyskerne.